# Aegithus
Aegithus é um género de coleópteros da família Erotylidae.